# Marshborough
Marshborough est un village du Kent, en Angleterre.